# Johann Bartholomäus Trommsdorff
Johann Bartholomäus Trommsdorff, född 8 maj 1770 i Erfurt, död där 8 mars 1837, var en tysk apotekare och kemist.

## Biografi
Johann Bartholomäus Trommsdorff var son till Wilhelm Bernhard Trommsdorff (född 1738, död 1792), medicine professor och apotekare i Erfurt. Johann Bartholomäus övertog faderns apotek efter dennes död samt blev 1795 professor i kemi och fysik vid universitetet i Erfurt och 1823 direktör vid vetenskapliga akademin där. Han inrättade 1796 ett farmaceutiskt institut, från vilken berömda anstalt många inom kemin och farmacin berömda personer utgått och vars arbeten han ledde under trettiotre år. Redan 1790 utgav han Kurzes Handbuch der Apothekerkunst, som hade stor framgång. Bland hans många övriga arbeten kan nämnas Systermatisches Handbuch der gesamten Chemie (8 band, 1800-1804) och Allgemeines pharmaceutisch-chemisches Wörterbuch samt Die Apothekerkunst in ihrem ganzen Umfang (7 band, 1805 - 1822).
Johann Bartholomäus Trommsdorffs son, Christian Wilhelm Herrmann Trommsdorff, innehade sedan familjens apotek och grundlade där den bekanta "Chemische Fabrik H. Trommsdorff".